# Xã Vernon, Quận Scioto, Ohio
Xã Vernon (tiếng Anh: Vernon Township) là một xã thuộc quận Scioto, tiểu bang Ohio, Hoa Kỳ. Năm 2010, dân số của xã này là 2.129 người.